# Nando (Uruguay)
Nando es una localidad uruguaya del departamento de Cerro Largo.

## Ubicación
La localidad se encuentra situada, en la zona norte del departamento de Cerro Largo, próximo a las costas del Arroyo Chuy del Tacuarí, y sobre el camino que une la ruta 7 con la ruta 8 a través del Paso del Arenal sobre el arroyo Chuy.

## Población
De acuerdo al censo de 2011 la localidad contaba con una población de 13 habitantes.
| 72            | 66 | 27 | 29 | 14 | 13 |
| (Fuente: INE) |    |    |    |    |    |